# Орло-Віста (Флорида)
Орло-Віста (англ. Orlo Vista) — переписна місцевість (CDP) в США, в окрузі Орандж штату Флорида. Населення — 6806 осіб (2020).

## Географія
Орло-Віста розташоване за координатами 28°32′39″ пн. ш. 81°27′47″ зх. д. / 28.54417° пн. ш. 81.46306° зх. д. (28.544055, -81.462937).  За даними Бюро перепису населення США в 2010 році переписна місцевість мала площу 4,87 км², з яких 4,75 км² — суходіл та 0,12 км² — водойми.

## Демографія
Згідно з переписом 2010 року, у переписній місцевості мешкали 6123 особи в 2107 домогосподарствах у складі 1429 родин. Густота населення становила 1258 осіб/км².  Було 2407 помешкань (495/км²).
Расовий склад населення:
| - 38,4 % — чорних або афроамериканців - 38,0 % — білих - 6,8 % — азіатів - 1,0 % — корінних американців - 0,2 % — вихідців з тихоокеанських островів - 9,7 % — осіб інших рас |

До двох чи більше рас належало 5,9 %. Частка іспаномовних становила 21,4 % від усіх жителів.
За віковим діапазоном населення розподілялося таким чином: 26,7 % — особи молодші 18 років, 65,0 % — особи у віці 18—64 років, 8,3 % — особи у віці 65 років та старші. Медіана віку мешканця становила 33,1 року. На 100 осіб жіночої статі у переписній місцевості припадало 99,5 чоловіків;  на 100 жінок у віці від 18 років та старших — 99,6 чоловіків також старших 18 років.
Середній дохід на одне домашнє господарство  становив 41 228 доларів США (медіана — 34 284), а середній дохід на одну сім'ю — 47 061 долар (медіана — 42 887). Медіана доходів становила 27 153 долари для чоловіків та 24 563 долари для жінок. За межею бідності перебувало 19,6 % осіб, у тому числі 28,8 % дітей у віці до 18 років та 14,5 % осіб у віці 65 років та старших.
Цивільне працевлаштоване населення становило 2640 осіб. Основні галузі зайнятості: мистецтво, розваги та відпочинок — 28,9 %, роздрібна торгівля — 17,2 %, освіта, охорона здоров'я та соціальна допомога — 13,7 %, науковці, спеціалісти, менеджери — 11,9 %.